# Піпан Михайло Петрович
Михайло Петрович Піпан (7 травня 1935, с. Стібно, нині Перемишльського повіту, Польща — 4 червня 2007, м. Тернопіль) — український живописець. Член Національної спілки художників України (1995).

## Життєпис
Михайло Піпан народився 7 травня 1935 в селі Стібному Перемишльського повіту Польщі. У 1945 році родину Піпанів депортували, вона оселилася в с. Забойках Тернопільського району.
Закінчив Вижницьке училище прикладного мистецтва (1959, спеціальність — художня обробка металу), Львівське училище прикладного мистецтва ім. І. Труша (1960), живописно-педагогічне відділення Одеського художнього училища ім. М. Грекова (1965, викладачі Я. Киричек та В. Путейко). 
Від 1966 — у м. Тернопіль. Працював у галузі станкового (пейзаж) і монументально-декоративного живопису. Автор картин, присвячених Тернополю. Серед них: «Пізня осінь», «Тернопіль», «Обеліск», «Березень», «Вулиця Миру», «Масив Дружба у Тернополі» тощо.
Учасник колективних виставок у Тернополі (1968, 1972), Києві (1982, 1984, 1993), Львові (1970, 1998), Одесі (2002), а також Болгарії (1970), Польщі (1974), Італії (2003—2004; Ліворно, Масса, Мілан). Персональні виставки мистця проходили в Тернополі (1971, 1982, 1986, 1989, 1994), Одесі (2001), Нансі (Франція, 2001), Тоді, Мілані (Італія, 2003).
Твори зберігаються в музеях Тернопільщини та приватних колекціях за кордоном.
У 2005 році вийшла книга «Михайло Піпан» (Мілан-Тернопіль).